# Cantonul Neuville-de-Poitou
Cantonul Neuville-de-Poitou este un canton din arondismentul Poitiers, departamentul Vienne, regiunea Poitou-Charentes, Franța.

## Comune
| Comune              | Populație (1999) | Cod poștal | Cod INSEE |
| ------------------- | ---------------- | ---------- | --------- |
| Avanton             | 1 829            | 86170      | 86016     |
| Blaslay             | 507              | 86170      | 86030     |
| Chabournay          | 867              | 86380      | 86048     |
| Charrais            | 845              | 86170      | 86060     |
| Cheneché            | 297              | 86380      | 86071     |
| Cissé               | 2 428            | 86170      | 86076     |
| Marigny-Brizay      | 1 118            | 86380      | 86146     |
| Neuville-de-Poitou  | 4 799            | 86170      | 86177     |
| Vendeuvre-du-Poitou | 2 806            | 86380      | 86281     |
| Villiers            | 808              | 86190      | 86292     |
| Yversay             | 258              | 86170      | 86300     |